# Komitet Główny Związku Wojskowych Polaków (Lewicy) w Rosji
Komitet Główny Związek Wojskowych Polaków (Lewicy) w Rosji 1917-1918 – organ lewicowy koordynujący działalność Związków Wojskowych Polaków (Lewicy) w armii rosyjskiej utworzony 22 czerwca 1917, po rozłamie na I Ogólnym Zjeździe Związków Wojskowych Polaków w Piotrogrodzie. W Zjeździe wzięło udział ok. 100 uczestników reprezentujących SDKPiL, PPS-Lewicę, PPS-Frakcję, Polską Organizację Wojskową i Polski Komitet Demokratyczny. Prezesem był chor. A. Żaboklicki, wiceprezesami: chor. W. Szczesny i chor. S. Miłoszczeński. Komitet zajmował się głównie organizowaniem pomocy materialnej dla żołnierzy Polaków. Komitet był opozycyjny wobec Naczelnego Polskiego Komitetu Wojskowego i przeciwstawiał się tworzeniu proalianckiej armii polskiej w Rosji pod ideowym kierownictwem Endecji. Po rewolucji Październikowej 1917 przedstawiciele Komitetu opowiedzieli się po stronie sił sowieckich, a przedstawiciele demokratów i POW  nawiązali stosunki z Naczpolem.  
W związku z demobilizacją armii carskiej i możliwością powrotu do kraju, po zawarciu wiosną 1918 pokoju brzeskiego Komitet zawiesił działalność.